# Maciej Korochoda
Maciej Korochoda (ur. 1978), zapaśnik. 
Karierę zapaśniczą rozpoczął w roku 1990 pod okiem trenera Ryszarda Dynowskiego w żarskim Agrosie. Szczyt kariery osiągnął w latach 1997–98, kiedy to był czołowym zapaśnikiem w swojej kategorii wagowej (do 82 kg) w kraju. Był włączony do szerokiej kadry przygotowującej się do udziału w Igrzyskach olimpijskich Sydney 2000, jednakże na same igrzyska nie pojechał, głównie z przyczyn osobistych. Po tym niepowodzeniu nie odzyskał dawnej formy, choć w dalszym ciągu był liczącym się zawodnikiem.